# Irena Myczka-Weber
Irena Myczka-Weber (ur. 28 lutego 1946 w Katowicach) – polska muzykolog, dziennikarka związana z Programem 2 Polskiego Radia, jedna z autorek Encyklopedii Muzycznej PWM.

## Życiorys
Jest absolwentką Państwowego Liceum Muzycznego we Wrocławiu, które ukończyła w 1965 roku w klasie fortepianu prof. Haliny Wągrowskiej, oraz absolwentką Instytutu Muzykologii Uniwersytetu Warszawskiego. Pracę magisterską pt: Bronisław Huberman (1882–1947). Szkice z życia i działalności artystycznej obroniła w 1985 roku, pod kierunkiem Zofii Helman.
Z Polskim Radiem była związana blisko 40 lat. Pod koniec lat 60. rozpoczęła współpracę z Programem Trzecim PR, gdzie w latach 70. tworzyła audycje autorskie na zmianę z Małgorzatą Pęcińską, Elżbietą Markowską oraz Krzysztofem Lipką.
W 1973 roku podjęła współpracę z Programem Drugim Polskiego Radia. W 1975 r. poprowadziła pierwszą audycję „na żywo przy fortepianie” z pianistą australijskim Rogerem Woodwardem.
W 1984 roku, razem z Hanną Pisarenko i Janem Popisem, tworzyli Redakcję Muzyczną w nowo powstałym Programie Czwartym PR. W tym czasie przygotowywała i przedstawiała kilka autorskich cyklów muzycznych: „Na skrzydłach pieśni”, „Refleksje i rezonanse muzyczne”, „Concertare znaczy koncertować", „Muzyka świata – Szwecja” z udziałem muzykologa i pianisty szwedzkiego Jana Amberga oraz „Punkty zwrotne w karierze artysty” – za który została uhonorowana Złotym Mikrofonem (1989).
Po zmianie formuły Programu Czwartego, w roku 1990 trafiła ponownie do radiowej Dwójki, gdzie pracowała do emerytury. Tu prezentowała na zmianę z Janem Weberem (do jego śmierci w 1992 roku) oraz z Janem Popisem i Małgorzatą Pęcińską sobotnie autorskie poranki muzyczne oraz inne cykle autorskie.
Od 1992 roku prowadziła liczne transmisje koncertów z Filharmonii Narodowej w Warszawie, najpierw pod dyrekcją Kazimierza Korda, potem Antoniego Wita.
W roku 2002 stworzyła autorski cykl „Księga pieśni”.
Prowadziła również liczne transmisje koncertów EBU, w tym szczególnie z BBC Proms z Londynu.
W latach 1977–1996 komentowała dla Polskiego Radia przebieg Międzynarodowego Konkursu Skrzypcowego im. Wieniawskiego w Poznaniu, a w latach 1975–1995 Międzynarodowego Konkursu Chopinowskiego w Warszawie.
W latach 80. wykładała „Historię i literaturę muzyczną” na wydziale aktorsko-wokalnym w Wyższej Szkole Muzycznej w Bydgoszczy.

## Nagrody i wyróżnienia
W 1989 r. otrzymała Złoty Mikrofon, nagrodę mediów publicznych, za cykl „Punkty zwrotne w karierze artysty”.

## Życie prywatne
Prywatnie żona muzykologa Jana Webera (w latach 1973–1992). Duża część jej rodziny jest związana z dziennikarstwem: siostry Jolanta Pędziwiatr (PAP, Gazeta Poznańska) i Magda Jethon (Program 3 PR, Radio Nowy Świat), brat Leszek Myczka (Radio Opole i TVP Opole).